# 中国大学生足球联赛
中国大学生足球联赛（China University Football League），简称大足联赛（CUFL），港澳地区称为中大足，是由中国大学生体育协会、中国足球协会联合主办，各省、自治区、直辖市教育厅（教委）、大学生（学生）体育协会、中国大学生体育协会足球分会协办的全国高等院校11人制男子足球联赛。这项赛事是唯一被中国大学生体育协会正式认可的全国性、大学间的11人制男子足球赛事。

## 历史
中国大学生足球联赛创办于1999年。2000年，首届赛事举行。当时该项赛事由荷兰皇家飞利浦电子公司提供赞助，称为“飞利浦中国大学生足球联赛”。
从第六届开始改由李宁有限公司赞助，与中国大学生体育协会共同推出全新的联赛，联赛也改名为“李宁中国大学生足球联赛”。
2012年起，联赛由特步（中国）有限公司提供冠名赞助，称“特步中国大学生足球联赛”，由广东优势传媒有限公司独家运营推广。
2017年起，赛事由阿里体育独家运营。

## 现状
联赛自创办起已经连续举办多届，是中华人民共和国国内高校参与范围最广、竞技水平最高、影响最大的足球联赛。
联赛分为省内赛、南北大区赛、总决赛三个阶段，省内赛、南北大区赛采取集中赛会制，总决赛采取主客场淘汰制。全部比赛时间通常为11月左右至次年6月左右，基本上与大学的学年同步。据2012-13年特步中国大学生足球联赛官方网站介绍，省内赛阶段有来自400余支大学的队伍参加。而进入总决赛的队伍共16支。